# Il giuramento (film 1946)
Il giuramento (Клятва, Kljatva) è un film del 1946 diretto da Michail Čiaureli.